# Vitki mišić
Vitki mišić (lat. musculus gracilis) najpovršniji je mišić unutarnje strane natkoljenice. Mišić inervira lat. nervus obturatorius. 

## Polaziše i hvatište
Mišić polazi s preponske kosti (donje grane) ide prema dolje i hvata se na gornjem dijelu medijalne strane goljenične kosti.  